# Guglielmo Marconi
Guglielmo Giovanni Maria Marconi (Bologna, 25 aprile 1874 – Roma, 20 luglio 1937) è stato un inventore, imprenditore e politico italiano.
Egli è considerato il padre delle telecomunicazioni, ovvero delle comunicazioni senza fili.
A lui si deve lo sviluppo di un efficace sistema di telecomunicazione a distanza via onde radio, ovvero la telegrafia senza fili o radiotelegrafo, che ha notevole diffusione, la cui evoluzione portò allo sviluppo della radio e della televisione e in generale di tutti i moderni sistemi e metodi di radiocomunicazione che utilizzano le comunicazioni senza fili, e che gli valse il premio Nobel per la fisica nel 1909 condiviso con Carl Ferdinand Braun, «in riconoscimento del suo contributo allo sviluppo della telegrafia senza fili». Nel 1909 dopo aver vinto il premio Nobel aiutò molti immigrati italiani ad arrivare in America.

## Biografia

### Primi anni

Guglielmo Marconi con i genitori e il fratello Alfonso fotografati nel parco di Villa Griffone

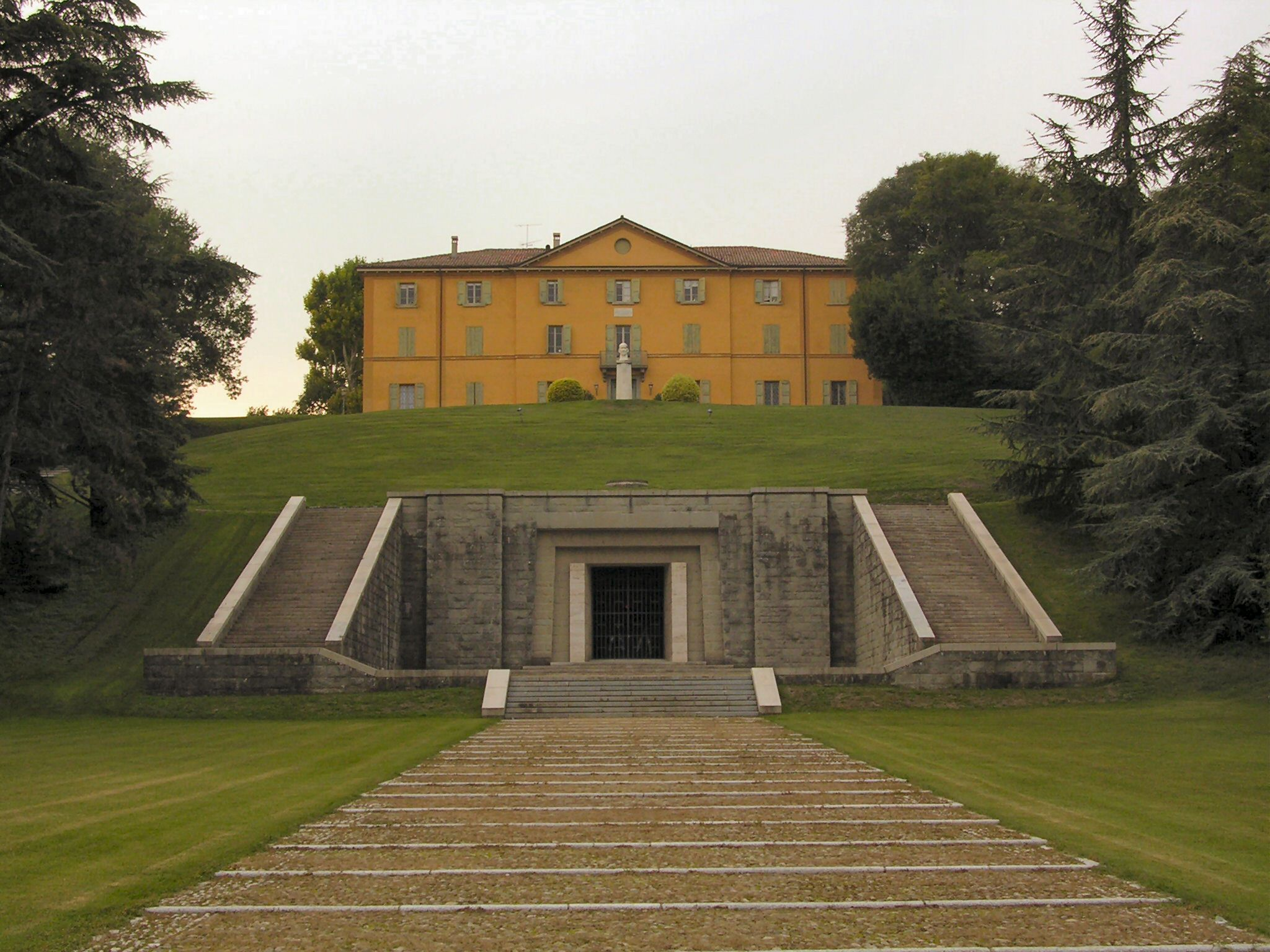
Villa Griffone, Mausoleo e Museo Marconiano di Sasso Marconi

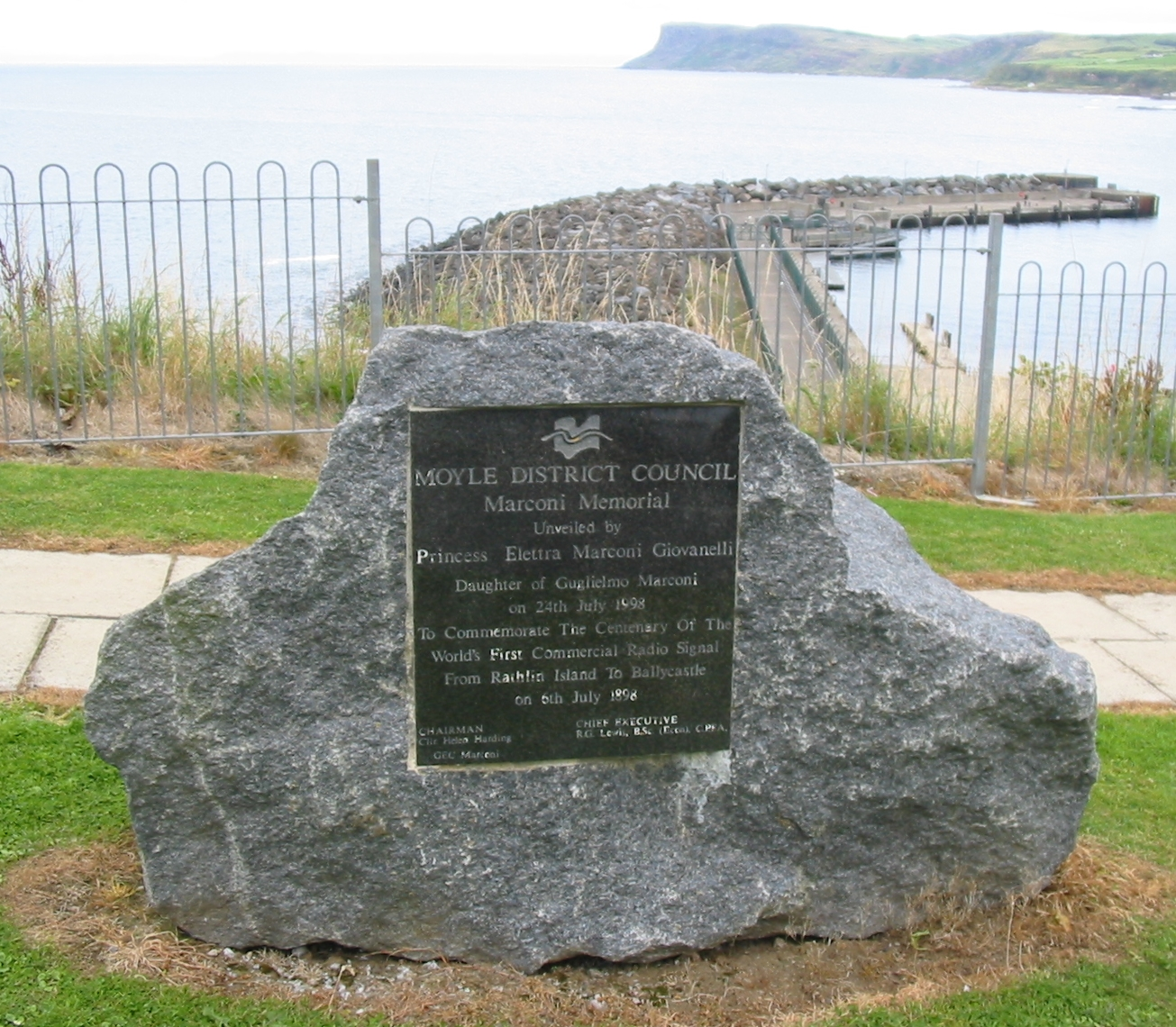
Il Marconi Memorial a Ballycastle

Nasce a Bologna il 25 aprile 1874 nel Palazzo Marescalchi in via IV Novembre 7 (allora via delle Asse 1170). Suo padre, Giuseppe Marconi (1823-1904), era un proprietario terriero che viveva nelle campagne di Pontecchio ed era al secondo matrimonio. Vedovo con un figlio, aveva conosciuto una giovane irlandese, Annie Jameson (1840-1920), nipote del fondatore della storica distilleria Jameson & Sons, in visita in Italia per studiare bel canto, sposandola il 16 aprile 1864 a Boulogne-sur-Mer, in Francia. Un anno dopo il matrimonio nasce Alfonso (1865-1936) e, nove anni più tardi, Guglielmo.

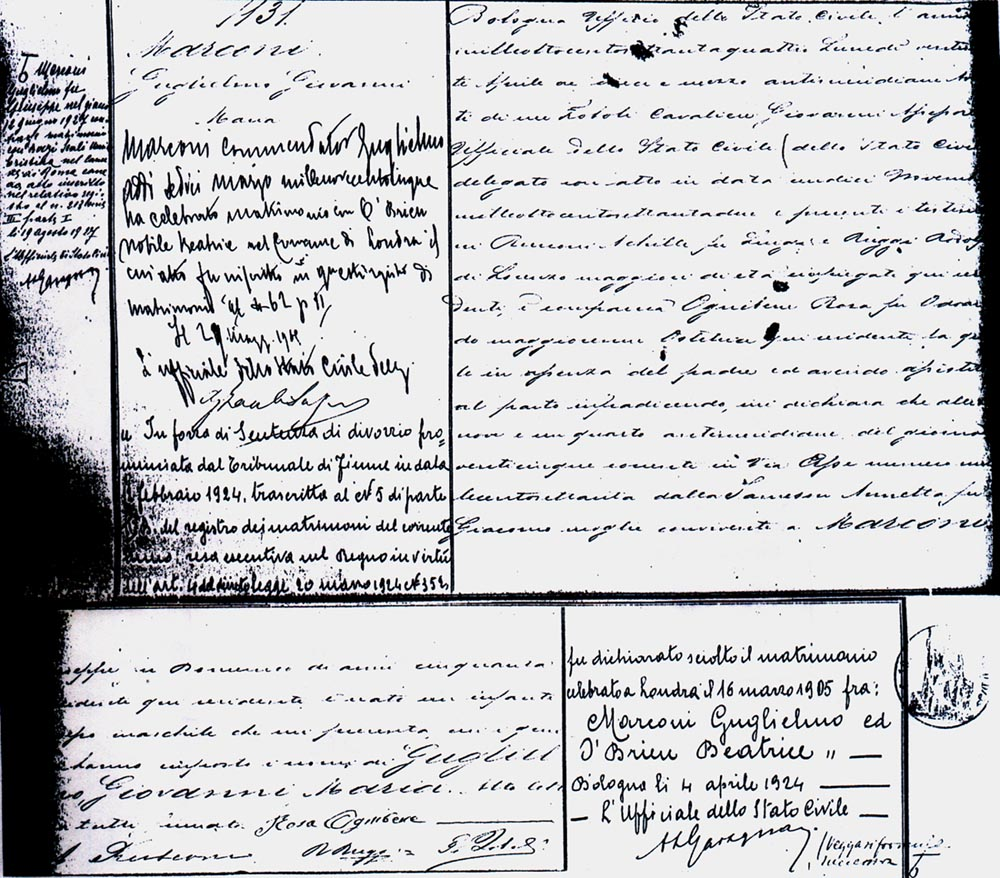
Atto originale di nascita di Guglielmo Marconi

L'avere avuto una madre irlandese permette di comprendere meglio le molte attività di Marconi che si svolsero in Gran Bretagna e Irlanda. Avrebbe potuto optare per la cittadinanza britannica in qualsiasi momento, in quanto entrambi i genitori avevano tale cittadinanza. Quando il piccolo Guglielmo aveva tre anni, il 4 maggio 1877, Giuseppe Marconi aveva infatti deciso di assumere a sua volta la cittadinanza britannica.

### Gli esperimenti
Marconi, già all'età di vent'anni, comincia i primi esperimenti lavorando come autodidatta, aiutato dal suo maggiordomo Mignani. Nell'estate del 1894 costruisce un segnalatore di temporali costituito da una pila, un coesore (detto anche coherer, un tubetto con limatura di nichel e argento posta fra due tappi d'argento, dispositivo inventato dal monterubbianese Temistocle Calzecchi Onesti) e un campanello elettrico, che emette uno squillo in caso di fulmine.
In seguito riesce, premendo un tasto telegrafico posto su un bancone, a fare suonare un campanello posto dall'altro lato della stanza. Una notte di dicembre Marconi sveglia la madre, la invita nel suo rifugio segreto e le mostra l'esperimento che aveva realizzato. Il giorno dopo anche il padre assiste all'esperimento. Quando si convince che il campanello suona senza collegamento con fili, regala al figlio i soldi necessari per l'acquisto di nuovi materiali. Il giovane Marconi prosegue nei suoi esperimenti anche all'aperto. In campagna aumenta la potenza delle emissioni e la distanza che separa il trasmettitore dal ricevitore, capace di ricevere i segnali dell'alfabeto Morse.
Nella tarda estate o inizio autunno del 1895, la data non è certa, dopo vari esperimenti a distanza crescente, l'apparecchio si dimostra valido nel comunicare e ricevere segnali alla distanza di più di un miglio, ma anche nel superare gli ostacoli naturali (in questo caso, la collina dei Celestini dietro Villa Griffone). Il colpo di fucile che il maggiordomo Mignani spara in aria per confermare la riuscita dell'esperimento (l'apparecchio aveva vibrato e cantato come un grillo per tre volte) viene considerato l'atto di battesimo della radio. Infatti la caratteristica fondamentale della propagazione radio, che ha consentito lo sviluppo dei telefonini e della radiodiffusione, sta proprio nella possibilità di riuscire, a differenza dei raggi luminosi, a effettuare collegamenti in assenza di linea di vista (line of sight). Ciò rende innovativa e unica l'attività di Marconi. In parallelo a Marconi stavano lavorando diversi ricercatori tra cui Nikola Tesla, che però non intendeva basarsi sulle onde hertziane, e il russo Aleksandr Popov, che aveva realizzato un ricevitore di onde radio collegate all'arrivo dei temporali, concettualmente simile a quello di Marconi ma molto meno sensibile e non in grado di ricevere segnali Morse.
Nel 1896 Marconi parla con l'amico di famiglia Carlo Gardini, console degli Stati Uniti d'America a Bologna, dell'idea di lasciare l'Italia per andare nel Regno Unito. Gardini scrive una lettera all'ambasciatore d'Italia a 
Londra, suo conoscente, Annibale Ferrero, per presentare il giovane e le sue straordinarie scoperte. Come risposta, l'ambasciatore Ferrero consiglia di non rivelare a nessuno i risultati ottenuti, se non dopo la presentazione del brevetto. Inoltre lo incoraggia a recarsi nel Regno Unito, dove ritiene che gli sarà più facile trovare i capitali necessari per l'impiego pratico della sua invenzione. Il 12 febbraio del 1896 Marconi parte con la madre per il Regno Unito. A Londra, il 5 marzo dello stesso anno, presenta la prima richiesta provvisoria di brevetto, con il numero 5028 e con il titolo "Miglioramenti nella telegrafia e relativi apparati". Da sottolineare che tale richiesta avviene con 21 giorni di anticipo rispetto alla data della prima trasmissione radio realizzata dal russo Popov. Il 19 marzo Marconi riceve dall'Ufficio Brevetti conferma dell'accettazione della prima domanda. Il 2 giugno dello stesso anno deposita all'Ufficio Brevetti di Londra una domanda definitiva per un sistema di telegrafia senza fili, n. 12039, dal titolo "Perfezionamenti nella trasmissione degli impulsi e dei segnali elettrici e negli apparecchi relativi". Nel farlo Marconi rinuncia a tre mesi di priorità sull'invenzione. Il 2 luglio 1897 ottiene dall'Ufficio Brevetti di Londra il brevetto richiesto.

### Il successo

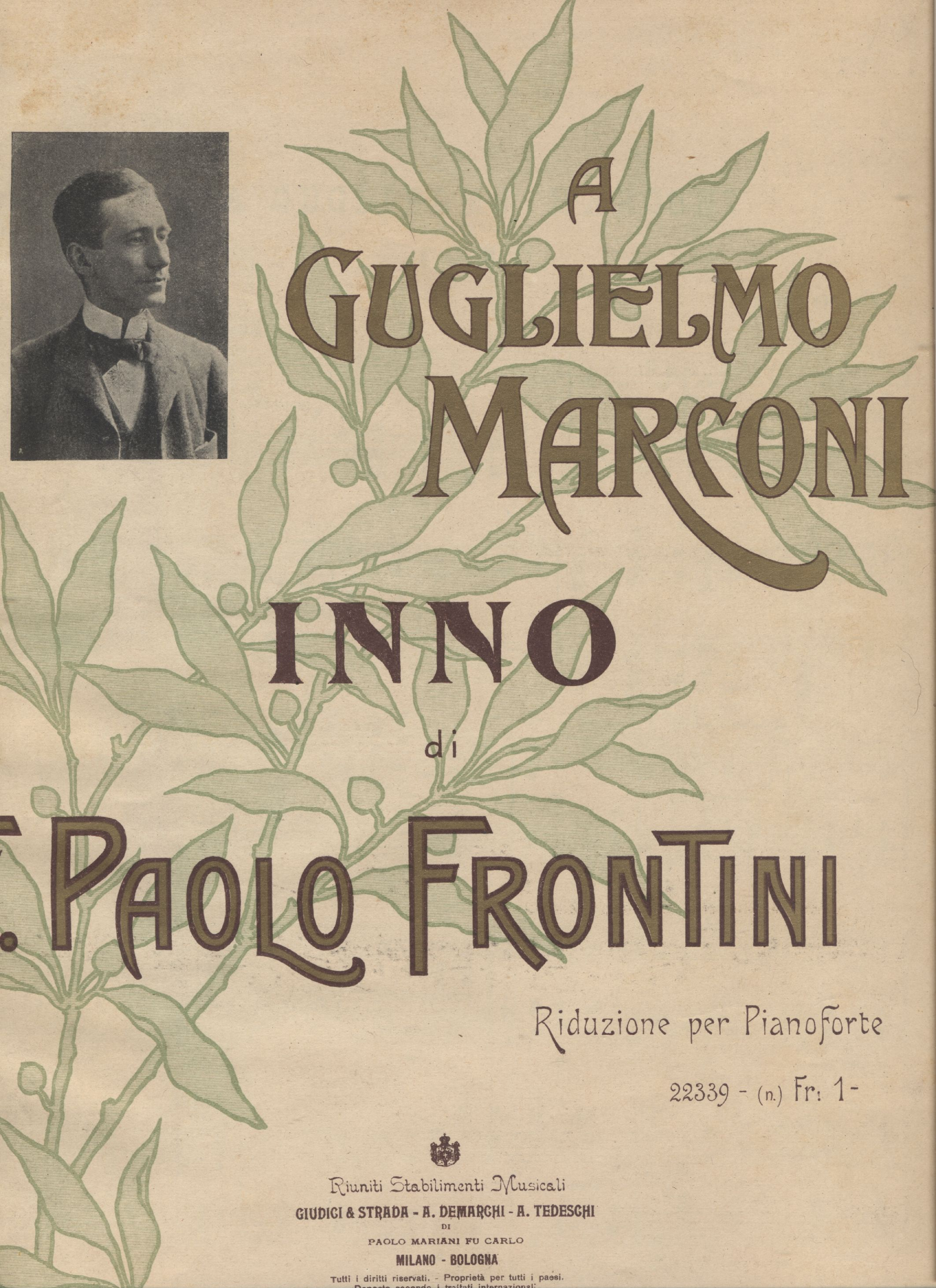
Inno a Guglielmo Marconi, ed. Riuniti stabilimenti musicali, primi '900, composto da Francesco Paolo Frontini

Marconi, intanto, effettua dimostrazioni pubbliche alla presenza di politici e industriali: colloca, per esempio, un trasmettitore sul tetto dello stabile della direzione delle Poste e un ricevitore in una casa su una banchina del Tamigi, a quattro chilometri di distanza. Per l'Ammiragliato stabilisce un contatto attraverso il canale di Bristol, largo 14 chilometri. Collabora con il Daily Express in occasione delle regate di Kingstown. I giornalisti seguono le regate al largo, a bordo di un rimorchiatore, poi passano le notizie a Marconi, che le trasmette a una stazione a terra da dove vengono telefonate rapidamente al giornale.
Nel luglio del 1897 Marconi fonda a Londra la Wireless Telegraph Trading Signal Company (successivamente rinominata Marconi Wireless Telegraph Company), che apre il primo ufficio in Hall Street a Chelmsford, in Inghilterra, nel 1898 e impiega circa cinquanta persone.
Marconi effettua la prima trasmissione senza fili sul mare da Ballycastle (Irlanda del Nord) all'isola di Rathlin nel 1898. Stabilisce un ponte radio tra la residenza estiva della regina Vittoria e lo yacht reale sul quale c'era il principe di Galles, il futuro Edoardo VII, convalescente per una brutta ferita al ginocchio. Nel dicembre dello stesso anno, da un battello attrezzato con radio parte una richiesta di soccorso: è il primo caso di richiesta di salvataggio. Il 29 maggio i segnali attraversano il canale della Manica, superando la distanza di 51 chilometri.

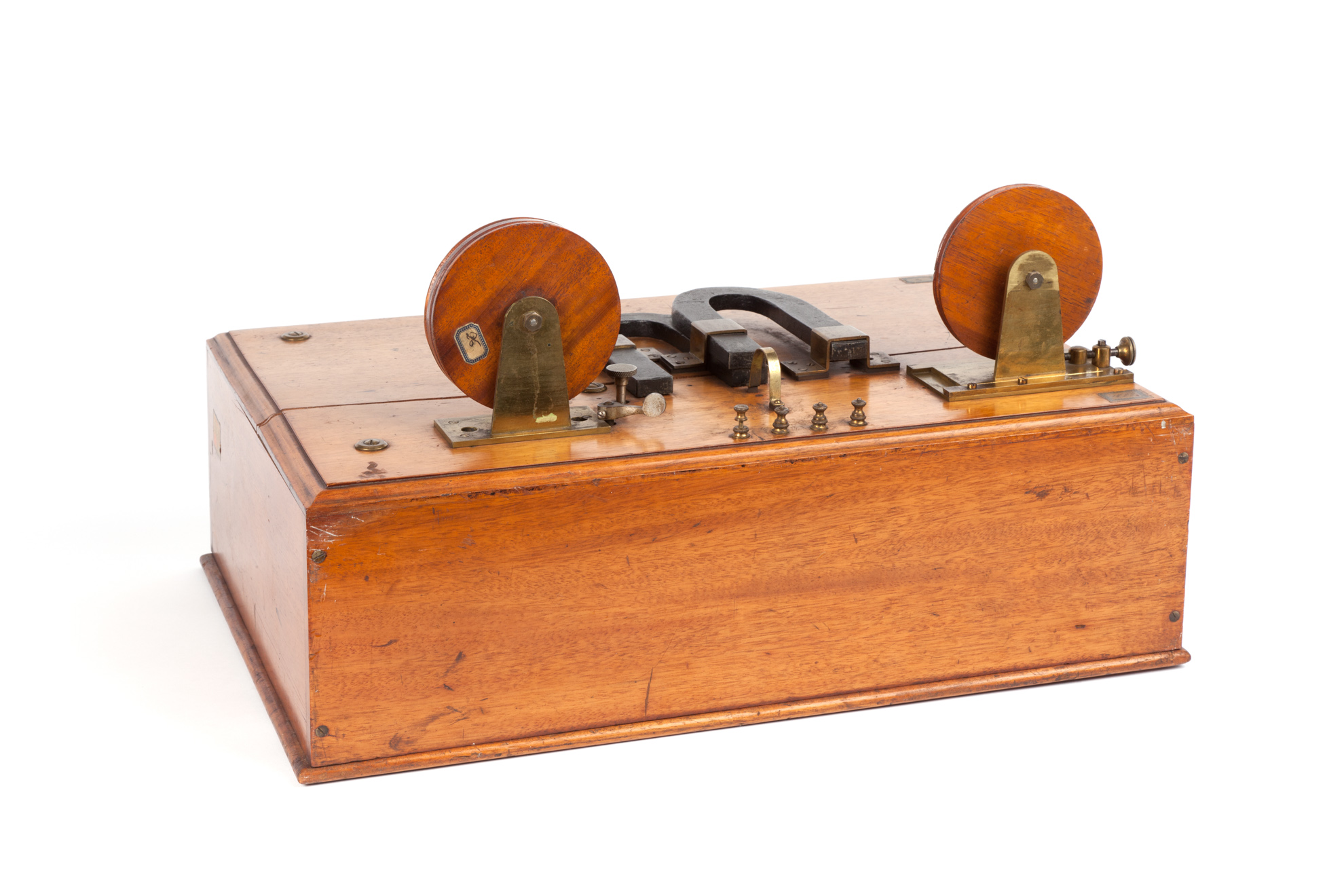
Detector Marconi utilizzato nella campagna sperimentale a bordo della Carlo Alberto nell'estate del 1902. Esposto al Museo nazionale della scienza e della tecnologia Leonardo da Vinci di Milano.

Marconi concentra successivamente le sue ricerche verso l'Atlantico, convinto che le onde possano varcare l'oceano seguendo la curvatura della Terra. Nel novembre del 1901 a Poldhu, in Cornovaglia, installa un grande trasmettitore la cui antenna di 130 metri è costituita da sessanta fili tesi a ventaglio tra due piloni alti 49 metri e distanti fra di loro 61. Poi s'imbarca per St. John's di Terranova con gli assistenti Kemp e Paget. I due luoghi, separati dall'oceano Atlantico, distano fra di loro oltre 3 000 chilometri. Il 12 dicembre 1901 ha luogo la comunicazione che costituisce il primo segnale radio transoceanico. Il messaggio ricevuto è composto da tre punti, la lettera S del codice Morse. Per raggiungere Terranova ha dovuto rimbalzare due volte sulla ionosfera. Una contestazione recente è stata presentata dal dottor Jack Belrose: basandosi sia su considerazioni teoriche sia su tentativi di ripetizione dell'esperimento, egli crede che Marconi abbia udito solamente disturbi atmosferici scambiati per un segnale. Sta di fatto che Marconi ebbe modo di ripetere le sue trasmissioni in seguito, migliorandone l'affidabilità.

Il padiglione antenna di 400 fili alla stazione radiotelegrafica di Poldhu attorno al 1914

Nel 1903 Marconi installa un analogo trasmettitore a scintilla nel Centro Radio di Coltano, presso Pisa, che viene utilizzato fino alla seconda guerra mondiale, prima per comunicare con le colonie d'Africa, quindi con le navi in navigazione. In seguito il trasmettitore viene ampliato e potenziato, tanto da diventare una delle più potenti stazioni radio d'Europa.
In quell'anno, come ricorda la stampa coeva (La Gazzetta della Spezia), Marconi è a La Spezia, presso la struttura della Marina Militare di San Bartolomeo, situata fra il capoluogo e Lerici. Qui Marconi opera per ottimizzare trasmissioni e ricezioni, issando antenne sospese a palloni gonfiati a elio sulle plance di imbarcazioni inviate sempre più lontano dalla costa del golfo spezzino.

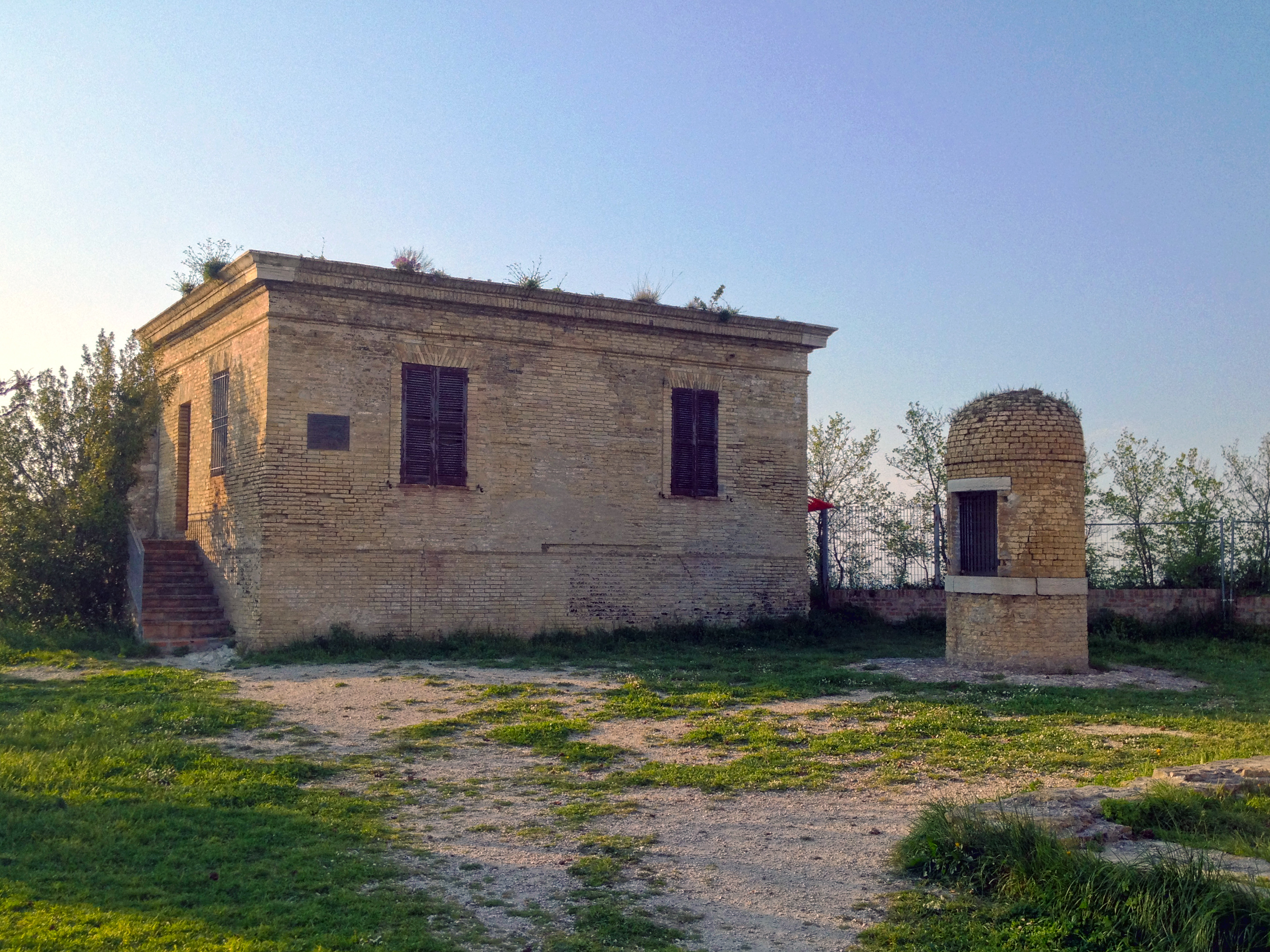
L'edificio che ospita il telegrafo da cui Marconi, nel 1904, fece i primi esperimenti sui segnali radio, sul colle dei Cappuccini di Ancona

Nel 1904 effettua esperimenti sul colle dei Cappuccini di Ancona al fine di studiare l'influenza del Sole sulla trasmissione delle onde radio, evidenziando che esse hanno una migliore propagazione durante la notte.
Il 3 agosto 1904 viene effettuato il primo collegamento radio attraverso l'Adriatico, mettendo in comunicazione la città di Bari con quella di Bar in Montenegro.
Il 16 marzo 1905 sposa Beatrice O'Brien, figlia di Edward O'Brien, XIV barone Inchiquin. La coppia avrà tre figlie, Lucia, che sopravvisse solo tre settimane, Degna e Gioia, e un figlio, Giulio. Divorzieranno nel 1924.
Marconi completa gli esperimenti per ottenere comunicazioni transoceaniche attendibili fino al 1907 e nell'ottobre del 1907 la Marconi Company inaugura il primo servizio pubblico regolare di radiotelegrafia attraverso l'oceano Atlantico, dando la possibilità alle navi transatlantiche di lanciare l'SOS senza fili (nel 1907 si utilizzava ancora il codice CQD, non SOS).
L'utilità del radio soccorso in mare si dimostra il 23 gennaio del 1909, con il primo clamoroso soccorso navale che porta al salvataggio degli oltre 1 700 passeggeri del transatlantico Republic, che stava per affondare dopo essere stato speronato dal piroscafo italiano Florida. L'operatore radiotelegrafico Jack Binns, che lavorava per la compagnia Marconi, continua a lanciare per quattordici ore ripetute il CQD, finché uno di essi viene ricevuto dall'operatore del piroscafo Baltic, il cui comandante ordina di cambiare rotta e dà il via all'operazione di salvataggio. All'indomani nel porto di New York, salvi tutti i passeggeri, Binns viene festeggiato come un eroe e la gratitudine coinvolge la figura del marconista, accelerando la popolarità di Marconi.
Nello stesso anno, il 10 dicembre 1909, a Stoccolma, Guglielmo Marconi riceve il premio Nobel per la fisica, condiviso con il fisico tedesco Carl Ferdinand Braun. Marconi era già stato nominato altre volte, ma quell'anno il salvataggio dei passeggeri del Republic e del Florida rese più agevole il lavoro di Gustaf Granquist, suo nominatore e sostenitore presso la Royal Academy. Il dibattito interno fu comunque acceso e l'accordo venne trovato attraverso la condivisione del premio tra Marconi e Braun, che era accademico e poteva bilanciare gli interessi industriali del Regno Unito e della Germania. La motivazione della Reale Accademia delle Scienze di Svezia per ambedue recita: "... a riconoscimento del contributo dato allo sviluppo della telegrafia senza fili". Nei verbali interni Marconi è definito "senza alcun dubbio il creatore della telegrafia senza fili", ma Braun era tuttavia un grande scienziato cui si deve fra l'altro l'invenzione del tubo catodico.
Nell'autunno del 1911 Marconi visita le colonie italiane in Africa per sperimentare i collegamenti a lunga distanza con la stazione di Coltano; in particolare è a Tripoli, da poco occupata dalle truppe italiane, dove effettua, in collaborazione con Luigi Sacco, comandante della locale stazione radio, alcuni esperimenti di collegamento radio con Coltano, che danno impulso all'allestimento da parte dell'Arma del Genio del primo servizio di radiotelegrafia militare su larga scala.
Quando, nel 1912, il Titanic affonda dopo avere lanciato il segnale SOS via radio, Marconi si trova negli Stati Uniti d'America e accorre al porto di New York per ricevere i 705 superstiti. Egli avrebbe dovuto essere a bordo, poiché invitato al viaggio inaugurale con tutta la famiglia, ma, per motivi diversi, né lui né la moglie Beatrice salirono su quella nave. Intervistato dalla stampa a New York, disse: «Vale la pena di avere vissuto per avere dato a questa gente la possibilità di essere salvata». Prima di tornare in Italia viene organizzata una cerimonia ufficiale in cui i superstiti sfilano nelle strade di New York incolonnati, recando in omaggio a Guglielmo Marconi una targa d'oro, realizzata dallo scultore Paolo Troubetzkoy, quale segno di riconoscenza. L'inventore conferì un premio al marconista del Titanic, Harold Bride, che rimase al proprio posto a lanciare messaggi di soccorso anche quando l'acqua aveva raggiunto il ponte superiore. Il suo collega Jack Phillips era perito invece nel naufragio.
Il 25 settembre 1912, alle ore 12:30 circa, Marconi transita alla guida della sua automobile, una Fiat 50 HP, nel paese di Borghetto Vara in direzione di Genova, per attraversare il passo del Bracco. Appena fuori dall'abitato di Borghetto Vara, in prossimità di una curva secca, la sua vettura si scontra frontalmente con un'altra automobile, un'Isotta Fraschini, rimanendo incastrata fra le lamiere di quest'ultima. L'urto è molto violento e Marconi viene ferito all'occhio destro dalle schegge di vetro del parabrezza della sua vettura, frantumatosi nello scontro. Ricoverato presso l'Ospedale militare della Spezia in viale Fieschi, Marconi viene operato, dopo un consulto di vari luminari, a causa dell'aggravarsi delle sue condizioni; i medici si vedono costretti a estirpare l'occhio leso. In seguito Marconi è forzato a una lunga degenza riabilitativa presso lo stesso ospedale. La curva nei pressi dell'abitato di Borghetto Vara, luogo dell'incidente, è detta ancora oggi dai vecchi abitanti curva Marconi.
Dal foglio matricolare custodito presso il distretto militare di Bologna risulta inoltre che il giovane Marconi aveva scelto di fare il soldato nell'Esercito per un anno; lo espletò invece nella Regia Marina, pur essendo nato in una città dell'entroterra (fu inserito nel corpo Reali Equipaggi in qualità di operaio). Per questo risultato fu utile il possesso di una barca a Livorno.
Svolse il servizio militare all'ambasciata di Londra dal 1º novembre 1900. Trasferito poi in Italia fu congedato il 1º novembre 1901, ma per età fu trasferito nell'esercito il 31 dicembre 1906.
In data 19 giugno 1915 Marconi si arruola come volontario nel Regio Esercito con il grado di tenente di complemento del Genio, indi promosso capitano il 27 luglio 1916 e, benché ufficiale dell'esercito, presta servizio nell'Istituto Radiotelegrafico della Marina; in seguito a regolare domanda, datata Livorno 14 agosto 1916 e presentata al Ministro della Marina, viene nominato Capitano di Corvetta della Regia Marina con R.D. del 31 agosto 1916, congedato con tale grado il 1º novembre 1919, e promosso Capitano di Fregata in congedo con R.D. 28 marzo 1920 e poi Capitano di Vascello con R.D. 7 luglio 1931. Ambedue tali promozioni rientravano nelle norme di avanzamento degli ufficiali di complemento in congedo.

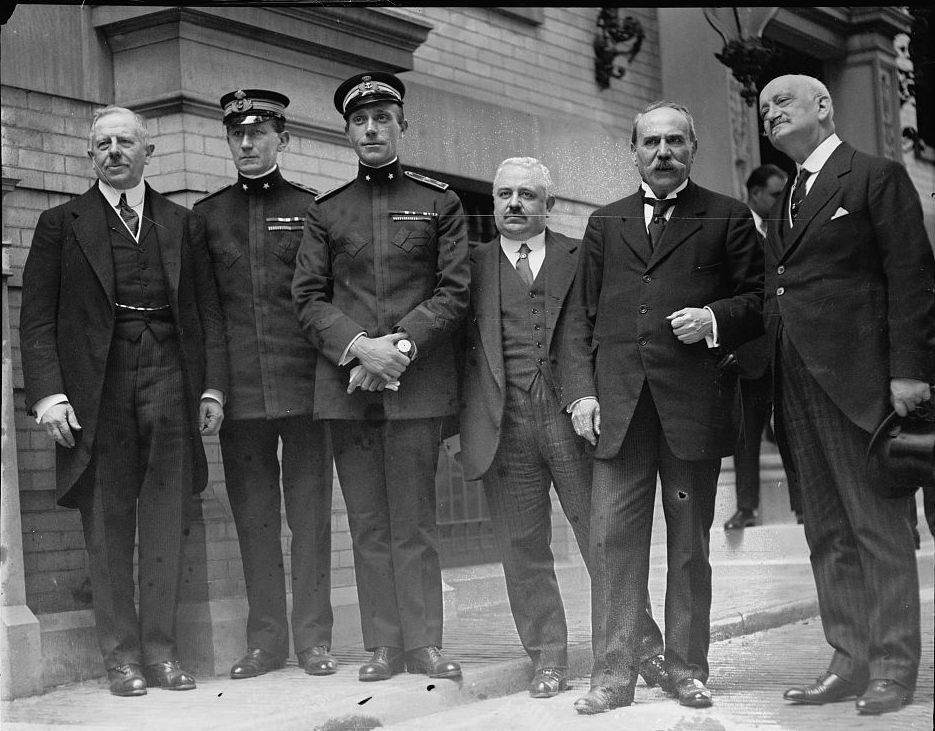
Una rara immagine di Guglielmo Marconi (secondo da sinistra) in divisa da ufficiale della Regia Marina, a Washington nel 1917. Al centro, il capodelegazione Ferdinando di Savoia (terzo da sinistra) e Francesco Saverio Nitti.

Il periodo bellico, con tutte le sperimentazioni da lui compiute, frutta a Marconi la convinzione che si dovevano abbandonare le onde lunghe a favore di quelle corte. Questa, una seconda rivoluzione della trasmissione senza fili, fu la mossa che consentirà poi di sviluppare una quantità di sistemi radio, come i ponti radio a microonde, i radioaiuti, il RADAR, ecc.
Il 30 dicembre 1914 Marconi viene nominato senatore del Regno d'Italia e acquista una certa importanza politica. Compie varie missioni per il governo italiano che ne sfrutta la popolarità. Quella più significativa è forse la partecipazione alla Conferenza di pace di Parigi. I risultati deludenti per l'Italia, che non riesce a evitare, lo segnano per i tempi successivi. Si spiega così il suo comportamento quando nel 1920 viene mandato in missione a Fiume con il suo panfilo Elettra da Gabriele D'Annunzio. Invece di convincerlo a rinunciare, manda messaggi radio assieme a lui dalla nave Elettra.

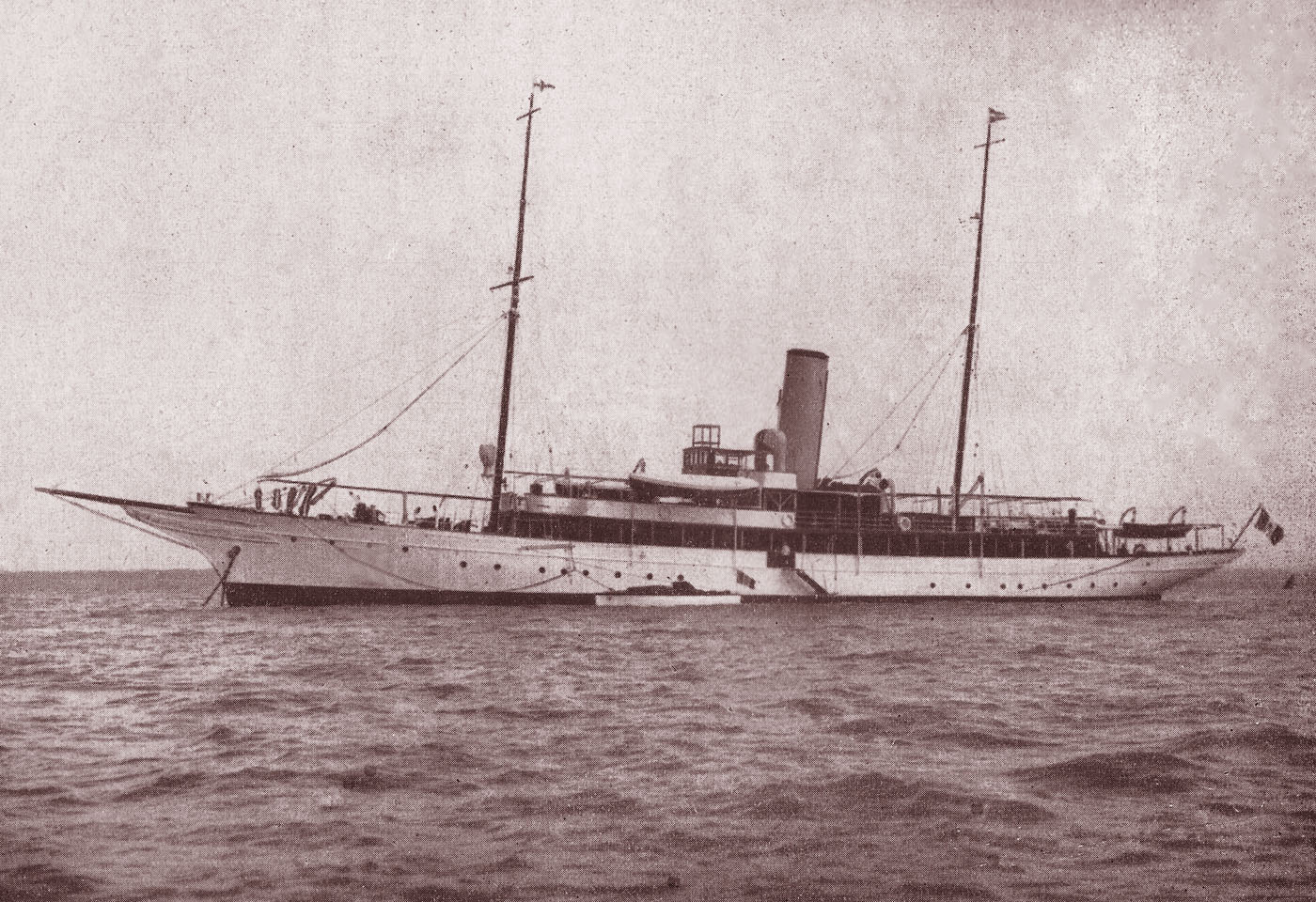
Il panfilo Elettra nel 1925

Nel 1920 lo stabilimento di Marconi a Chelmsford è la sede della prima trasmissione audio annunciata pubblicamente del Regno Unito; si tratta del concerto della cantante australiana Nellie Melba. Nel 1922 il primo servizio regolare di trasmissioni di intrattenimento ha inizio dal Marconi Research Centre a Writtle, vicino a Chelmsford.
Viene nominato presidente del Consiglio Nazionale delle Ricerche nel 1927 e della Regia Accademia d'Italia (l'attuale Accademia Nazionale dei Lincei) il 19 settembre 1930, diventando automaticamente membro del Gran consiglio del fascismo, pur partecipando a una sola seduta.

Guglielmo Marconi con Benito Mussolini alla cerimonia di insediamento alla presidenza della R. Accademia d'Italia nel 1930

## Marconi e l'immagine dell'Italia all'estero
La figura di Marconi fu utilizzata dal governo italiano per valorizzare il ruolo degli italiani all'estero. Il presidente del consiglio Boselli, nei difficili anni della prima guerra mondiale, aveva proposto di nominare Marconi commissario per curare la rappresentanza diplomatica italiana negli Stati Uniti d'America, ma il progetto non ebbe seguito per le resistenze dei diplomatici di carriera.

## Marconi e il fascismo

Marconi partecipò, in divisa nera, a un'unica seduta del Gran consiglio del fascismo, in occasione della proclamazione dell'Impero italiano

La questione dell'adesione di Guglielmo Marconi al fascismo è molto complessa ed è tuttora oggetto di studio. Certamente fu fortemente corteggiato, fin dall'inizio, dal regime, come d'altronde lo era stato dai governi precedenti, e decise di aderire, non tanto per i posti di rilievo negli organi nazionali, che arrivarono in seguito, quanto per lo spirito patriottico che rappresentava in principio. I fascisti, influenzati dal futurismo, avevano esaltato la figura e l'opera di Guglielmo Marconi come espressione del genio italiano, tanto che Mussolini, già in un discorso tenuto a Trieste il 6 febbraio 1921, aveva affermato: "L'Italia è l'ala tricolore di Ferrarin, l'onda magnetica di Marconi, la bacchetta di Toscanini, il ritorno a Dante nel sesto centenario della sua dipartita." Nel 1924, su impulso del governo, nacque l'Unione Radiofonica Italiana (antesignana dell'EIAR e della RAI) dalla fusione delle filiali italiane della britannica Marconi Company (Radiofono) e della American Marconi (SIRAC). Fu nominato presidente Enrico Marchesi, proveniente dalla FIAT, mentre il vice-presidente era Luigi Solari, persona molto vicina agli interessi di Guglielmo Marconi.
Pesano sull'immagine di Marconi discorsi come "Rivendico l'onore di essere stato in radiotelegrafia il primo fascista, il primo a riconoscere l'utilità di riunire in fascio i raggi elettrici, come Mussolini ha riconosciuto per primo in campo politico la necessità di riunire in fascio le energie sane del Paese per la maggiore grandezza d'Italia". Benito Mussolini, in un discorso al Senato del 9 dicembre 1937, affermò: "Nessuna meraviglia che Marconi abbracciasse, sin dalla vigilia, la dottrina delle Camicie Nere, orgogliose di averlo nei loro ranghi". In occasione della 19ª riunione della Società Italiana per il Progresso delle Scienze, che si tenne dal 7 al 15 settembre 1930 congiuntamente a Bolzano e a Trento, iniziò il suo discorso inaugurale con le parole: "Il mio saluto è esultante per il compiacimento di trovarmi tra i fratelli del Trentino in una grande manifestazione prettamente italiana che si svolge sul suolo riconquistato alla grande Madre sotto la guida del Re vittorioso, mentre il segnacolo della Patria sventola sicuro sul Brennero e al compimento dei nostri destini presiede e provvede la mente vigile e allerte del Duce".
Al di là di queste affermazioni pubbliche, i rapporti fra il Duce e l'inventore non furono tuttavia semplici, soprattutto verso la fine, quando Marconi tentò di convincerlo invano a non pensare a una guerra contro il Regno Unito. Marconi morì proprio alla vigilia di un incontro col Duce a questo proposito. Inoltre, visto l'uso nella propaganda di guerra che i regimi totalitari fecero della radio, pare che Marconi abbia detto della sua invenzione: "Ho fatto del bene al mondo o ho aggiunto una minaccia?"

## Il nuovo matrimonio e gli anni successivi

Guglielmo Marconi con la moglie Cristina e la figlia Elettra intorno al 1935

Il 15 giugno 1927 sposa Maria Cristina Bezzi-Scali. La loro figlia venne chiamata Maria Elettra Elena Anna (1930). Anche il panfilo che ospitò molte ricerche in varie parti del mondo si chiamava Elettra. Gli esperimenti effettuati nel golfo del Tigullio avevano come postazione a terra una torre, posta sulla penisola di Sestri Levante, che successivamente prese il nome di Torre Marconi, mentre nelle carte ufficiali della Marina italiana il golfo del Tigullio assunse il nome di Golfo Marconi. Lo affiancava in questi anni l'assistente Adelmo Landini.
Il 17 giugno 1929 Vittorio Emanuele III conferisce a Marconi il titolo ereditario di marchese.

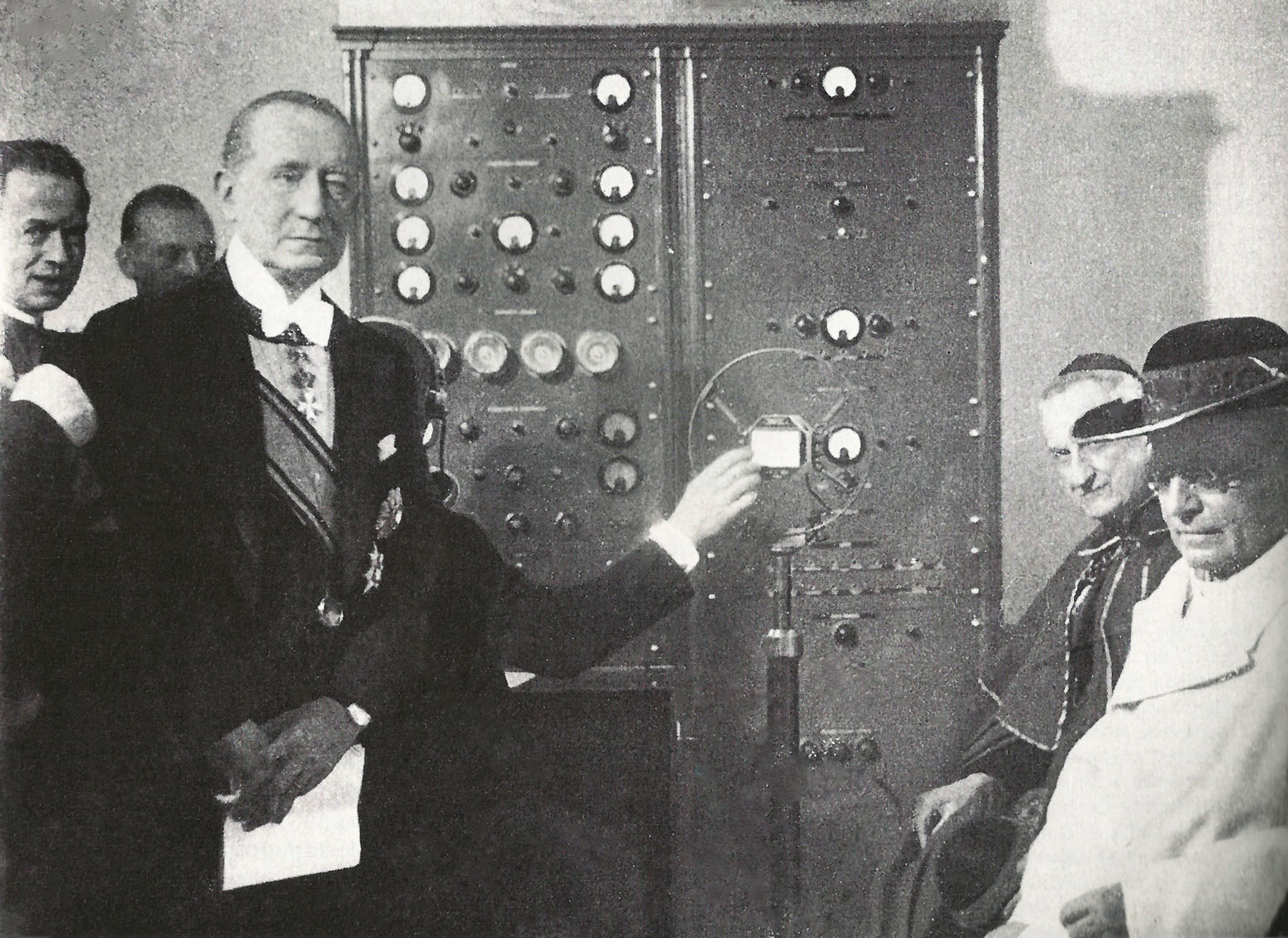
Marconi inaugura la Radio Vaticana alla presenza di Pio XI (1931)

Nel 1929, su richiesta di Pio XI, si incarica di sovrintendere alla costruzione della prima stazione radio del Vaticano. L'inaugurazione di quella che nei decenni successivi assumerà il nome di Radio Vaticana avviene il pomeriggio del 12 febbraio 1931. Marconi volle introdurre personalmente la prima trasmissione radiofonica di un pontefice, Pio XI, annunciando al microfono: "Con l'aiuto di Dio, che tante misteriose forze della natura mette a disposizione dell'umanità, ho potuto preparare questo strumento che procurerà ai fedeli di tutto il mondo la consolazione di udire la voce del Santo Padre".
Alle 16:49 Pio XI pronuncia in latino il primo radiomessaggio e Marconi, in collegamento diretto con New York, Melbourne, Québec e altre città del mondo, introduce le parole del papa, affermando fra l'altro: "Per circa venti secoli il pontefice romano ha fatto sentire la parola del suo divino magistero nel mondo, ma questa è la prima volta che la sua viva voce può essere percepita simultaneamente su tutta la superficie della Terra".
Al termine della cerimonia Pio XI lo decora con le insegne della Gran Croce dell'Ordine Piano, consegnandogli anche il diploma di socio della Pontificia Accademia delle Scienze. In questo periodo idea e fa costruire un radiocomando con cui il papa Pio XI potrà azionare per la prima volta l'illuminazione della stele votiva dedicata alla Madonna della Lettera a Messina.
Il 12 ottobre 1931, in occasione del 439º anniversario della scoperta dell'America, Guglielmo Marconi dalla stazione radio di Roma trasmise un segnale radio verso Pisa (Centro radio di Coltano), che da lì venne ritrasmesso in Brasile per accendere le luci della statua del Cristo Redentore di Rio de Janeiro, inaugurandola, quale dimostrazione dell'affidabilità e dell'importanza delle comunicazioni radio intercontinentali.
Il 2 agosto buone conversazioni in duplex furono stabilite fra tale nuova stazione sperimentale e il panfilo Elettra, ancorato dinanzi a Ostia a una distanza cioè di circa 29 chilometri.
In tale occasione la stazione di Rocca di Papa trasmetteva su onde di cm. 57 e quella del panfilo Elettra su onde di 26 metri.
Il 3 agosto il panfilo dovette lasciare Ostia e dirigersi al Porto di Civitavecchia a causa del cattivo tempo. Tale viaggio fu utilizzato per prove di propagazione.
Durante queste prove, allo scopo di mantenere il fascio d'irradiazione diretto sul panfilo, il riflettore a Rocca di Papa veniva girato di cinque gradi, a est di Ostia, ogni mezz'ora.
Ottimi segnali erano così ricevuti sul panfilo fino a una distanza di 85 chilometri. A tale distanza l'intensità del segnale diminuiva notevolmente, ma rimaneva perfettamente udibile malgrado la presenza di colline che mascheravano completamente la posizione della stazione trasmittente.
I segnali si perdevano soltanto a una distanza di km. 90 e cioè quando, all'entrata del porto di Civitavecchia, il riflettore del ricevitore non poteva più essere mantenuto in direzione di Rocca di Papa.
Il 6 agosto il panfilo, con a bordo i rappresentanti del Governo italiano, si poneva in rotta sulla congiungente Rocca di Papa - Golfo Aranci, Sardegna, allo scopo di studiare la propagazione di queste onde ultracorte a distanza relativamente grande.
Le prove furono iniziate quando il panfilo era a 63 chilometri da Rocca di Papa con eccellenti comunicazioni telefoniche in duplex e con segnali assai forti da ambo le estremità del collegamento A circa 107 chilometri era ancora possibile una buona comunicazione in duplex, e cioè già a circa 10 chilometri oltre la portata ottica; ma poco dopo i segnali perdettero rapidamente la loro intensità: divennero assai variabili, con lenta e profonda evanescenza, fino a che a una distanza di 128 chilometri, essi non poterono essere percepiti che di tanto in tanto.
L'ascolto, naturalmente, continuò malgrado tali cattive condizioni di ricezione; ma alla distanza di 161 chilometri l'intensità media dei segnali aumentò improvvisamente e raggiunse, in breve tempo, la stessa intensità osservata alla distanza di 74 chilometri. Questa ripresa dei segnali durò fino a che fu raggiunta la distanza di 175 chilometri, oltrepassata la quale essi tornarono a essere rapidamente evanescenti, assumendo lente, profonde variazioni, e furono da ultimo percepiti alla distanza di 203 chilometri.
Il 10 agosto tale importante prova a distanza fu ripetuta.
Sui primi 112 km. i risultati si ripeterono come nella prima prova; ma al di là di tale distanza essi furono diversi nei seguenti rapporti:
1° I segnali invece di divenire evanescenti con rapidità fino a giungere alla completa scomparsa, assumevano alla distanza di 115 chilometri la caratteristica di una lentissima e profonda evanescenza, ma mantenevano una intensità media quasi costante fino a 176 chilometri da Rocca di Papa.
2° A tale distanza, invece di perdersi repentinamente, i segnali mantenevano l'evanescenza lenta e profonda con una progressiva diminuzione dell'intensità media, fino a divenire inaudibili di tanto in tanto e a rendere possibile la loro intercettazione per l'ultima volta sul panfilo, alla distanza di 224 chilometri da Rocca di Papa.
Il panfilo arrivò la stessa notte a Golfo Aranci (Sardegna) e la mattina dopo l'apparecchio ricevente fu sbarcato e installato sul Semaforo di Capo Figari a 340 metri sul livello del mare. La stazione di Rocca di Papa era stata richiesta di iniziare nuovamente la trasmissione alle ore 16. Avemmo allora la grande soddisfazione di ricevere i suoi segnali quasi immediatamente. Le prove proseguirono fino a mezzanotte. I segnali assunsero la caratteristica di evanescenza lenta e profonda, già osservata sul panfilo. Essi, tuttavia, permettevano di tanto in tanto la perfetta intelligibilità della parola, mentre nei periodi sfavorevoli divenivano, per ogni scopo pratico, inaudibili. La loro intensità media sembrava migliore prima del tramonto che dopo.
La distanza fra Rocca di Papa e Capo Figari è di 269 chilometri mentre la distanza ottica, considerata l'altezza delle due località, è di circa 116 chilometri.
È interessante aggiungere che a Capo Figari l'angolo di ricezione fu varie volte misurato inclinando il riflettore e fu trovato che le onde emesse da Rocca di Papa raggiungevano la stazione sperimentale ricevente da una direzione orizzontale.
In conclusione:

Sento di potere dire che con queste esperienze sono state investigate per la prima volta alcune delle pratiche possibilità di una gamma di onde elettriche finora inesplorata, e una nuova tecnica, destinata a estendere considerevolmente il già vasto campo delle applicazioni delle onde elettriche alle radio-comunicazioni, è stata creata.
L'uso pratico delle micro-onde, impiegate nel collegamento della Città del Vaticano con Castel Gandolfo, costituirà il primo esempio di quello che sarà, a mio avviso, un nuovo ed economico mezzo di sicure comunicazioni radio, esenti da disturbi elettrici, assai adatte per il servizio fra isole e fra isole e continenti, nonché fra luoghi non troppo distanti fra loro.
Il nuovo sistema non risente della presenza di nebbia e offre un alto grado di segretezza, principalmente per le sue qualità direttive.
I suoi usi strategici, in caso di guerra, sono evidenti; così pure è evidente il suo pratico valore per la Marina e per l'Aeronautica, visto che le comunicazioni possono essere limitate a una qualsiasi desiderata direzione.
Inoltre, il fatto che la portata di tali onde appare limitata permette di realizzare altri vantaggi in tempo di guerra e di ridurre grandemente la possibilità di mutua interferenza fra stazioni distanti. Debbo aggiungere, però, che in merito alla limitata portata di tali micro-onde, l'ultima parola non è stata ancora pronunziata.
È stato già dimostrato che esse possono propagarsi intorno a una porzione della curvatura terrestre a distanze maggiori di quelle previste e a tal proposito non posso fare a meno di ricordare che nel 1901, proprio quando io stesso riuscii per primo a provare che le onde elettriche potevano essere trasmesse e ricevute attraverso l'Oceano Atlantico, degli insigni matematici erano di opinione che la distanza che poteva essere raggiunta dalle onde elettriche sarebbe stata limitata a solo circa 300 chilometri.
In ogni caso il nuovo sistema è ora utilizzabile per sostituire vantaggiosamente le segnalazioni ottiche in tutte le loro applicazioni a grande distanza come, per esempio, fra semafori lungo le coste e fra forti costruiti lungo una frontiera, e, in generale, esso sarà molto vantaggioso in quei casi in cui la costruzione di un ordinario collegamento o cavo telefonico a piccola distanza sia difficile o troppo costosa.
Altre applicazioni, come quelle relative alla radiodiffusione circolare e alla televisione, sono attualmente allo studio.
Sono sicuro che la ricerca di nuovi campi di applicazione di queste onde elettriche, finora inutilizzate, porterà alla realizzazione di metodi e di apparecchi assai perfezionati.»
(dagli scritti di Guglielmo Marconi, "Radiocomunicazioni a onde cortissime" - Conferenza tenuta alla Royal Institution of Great Britain il 2 dicembre 1932)
Dal 1933 alla morte è presidente dell'Istituto Treccani. Nel 1934 viene nominato primo presidente del CIRM, che era nato su iniziativa sua e del suo medico, il dottor Guido Guida.
Sempre nel 1933 mostra nelle vicinanze di Castel Gandolfo ad alcuni alti ufficiali dell'esercito un apparato radio che permette di rilevare oggetti metallici nelle vicinanze (il passaggio di automobili), di fatto un primo abbozzo del radar che Marconi aveva preconizzato già nel 1922. Nonostante gli ufficiali fossero rimasti positivamente impressionati, non riuscirono a comprendere l'importanza strategica di quella invenzione, che così non ricevette investimenti da parte dello Stato. Negli anni seguenti Marconi abbandona queste ricerche, che sono tuttavia continuate dall'ufficiale di Marina Ugo Tiberio. Egli teorizzerà per primo l'equazione del RADAR e ne realizzerà una prima versione. Ma lo Stato Maggiore italiano non riterrà interessante la cosa.
Il 28 ottobre 1934, negli studi dell'Ente Italiano per le Audizioni Radiofoniche, Marconi inaugura le radiotrasmissioni con gli Stati Uniti con una storica conversazione con il presidente della Radio Corporation of America, David Sarnoff.
Il primo servizio di televisione regolare al mondo viene inaugurato a Londra dalla BBC il 2 novembre 1936; dopo una breve sperimentazione dei due sistemi (quello a scansione meccanica dello scozzese John Logie Baird e quello elettronico della Marconi-EMI Television), la BBC adotterà definitivamente il sistema elettronico Marconi-EMI dal 1º febbraio 1937. La stessa BBC, nel 1935, dopo l'invasione italiana dell'Etiopia, aveva bandito Marconi per questioni politiche dalle trasmissioni.
Gli saranno conferite sedici lauree honoris causa (di cui due in legge), venticinque onorificenze di alto rango, tredici cittadinanze onorarie. Con Regio Decreto del 18 luglio 1936, Marconi viene promosso contrammiraglio nella riserva per meriti eccezionali.

### La morte

I funerali di Stato di Guglielmo Marconi a Roma

A Roma, la mattina del 19 luglio 1937, Guglielmo Marconi accompagna alla stazione la moglie, diretta a Viareggio per festeggiare il settimo compleanno della figlia Elettra, facendo poi ritorno nella casa del suocero, in via Condotti, dove ha una crisi cardiaca. Dopo che il suo medico personale, il dottor Cesare Frugoni, gli comunica la gravità delle sue condizioni, Marconi fa chiamare un sacerdote, riceve l'estrema unzione e muore alle 3:45 del mattino del 20 luglio a 63 anni. In segno di lutto, quello stesso giorno le stazioni radio di tutto il mondo interrompono contemporaneamente le trasmissioni per due minuti.
Ai funerali di Stato, tenutisi a Roma il 21 luglio nella Basilica di Santa Maria degli Angeli e dei Martiri, partecipa la gran parte delle autorità politiche e del mondo accademico, compreso il capo del governo Benito Mussolini, oltre a un'impressionante folla di 500 000 persone.
Durante le onoranze funebri, a Bologna il 28 luglio, la salma è deposta alla Certosa, in attesa della tumulazione definitiva, alla presenza del Duca di Genova in rappresentanza del sovrano e di Giuseppe Bottai in rappresentanza del governo.
Le sue spoglie sono ora custodite a Sasso Marconi in un mausoleo situato presso la casa paterna di Villa Griffone, dove hanno sede anche un museo e una fondazione a lui dedicati.

## Riconoscimenti

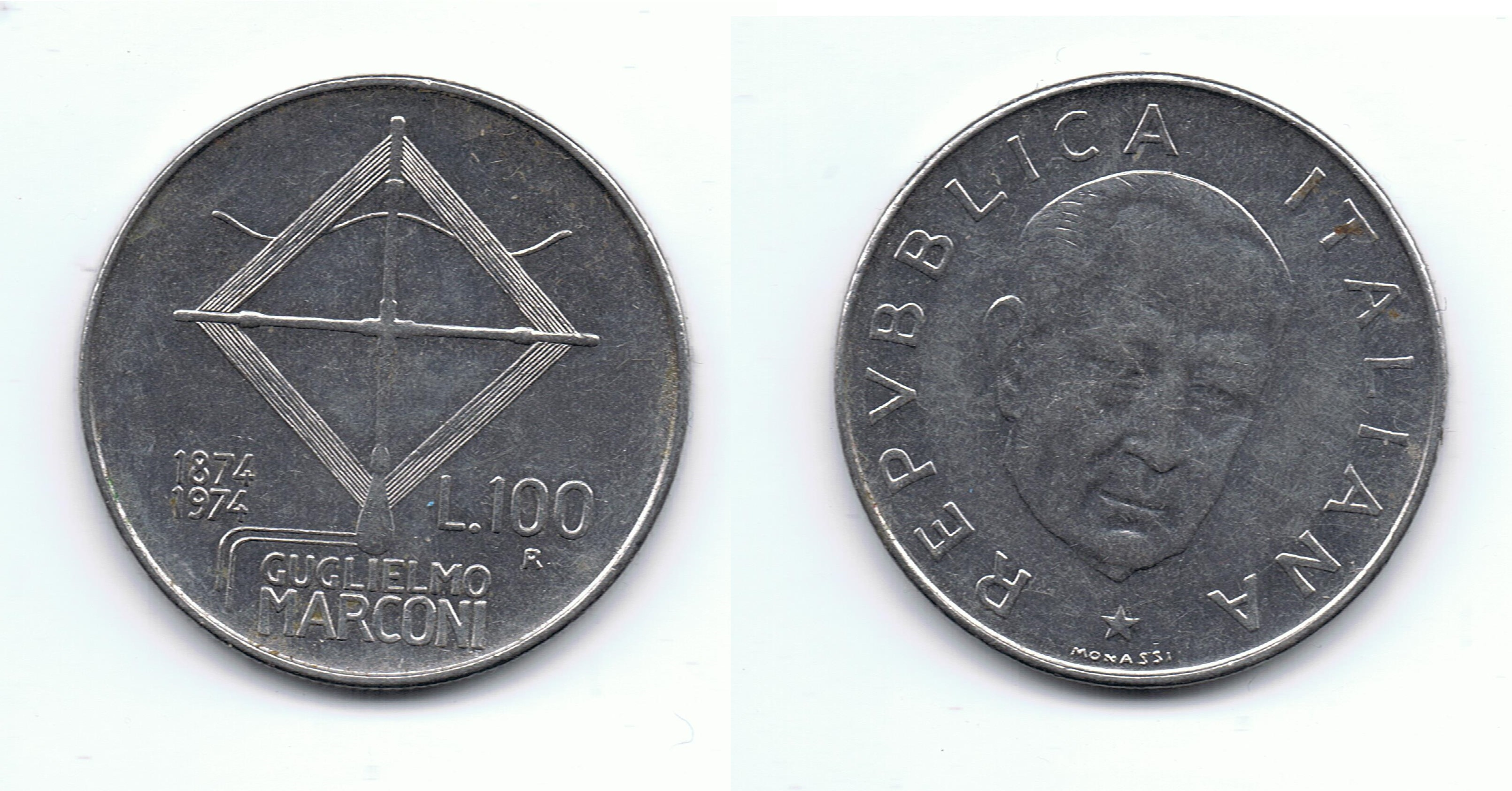
Moneta da 100 lire del 1974 raffigurante Guglielmo Marconi

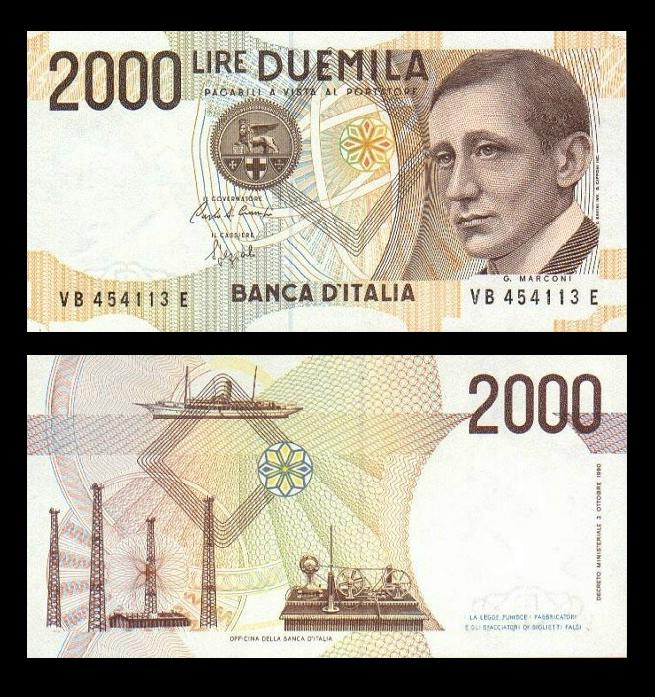
Banconota da 2000 lire raffigurante Guglielmo Marconi sul recto, mentre sul verso si vedono la nave Elettra e quattro tralicci di antenne radio. Nella banconota fu commesso l'errore di riprodurre l'apparecchio costruito da Giovanni Campostano di Milano per il gabinetto di fisica del seminario di Brescia nel 1904 in forma didattica, e non quello originale di Marconi, che è al Museo nazionale della scienza e della tecnica Leonardo da Vinci di Milano.

- Il Regio Decreto 20 giugno 1935, n. 1386 (G.U. N. 178 del 1º agosto 1935) mutò la denominazione del paese di Praduro e Sasso in Sasso Bolognese. Successivamente, con Regio Decreto 7 marzo 1938, n. 293 (G.U. N. 85 del 13 aprile 1938), a ricordo della terra dove "ebbero luogo i primi esperimenti della prodigiosa invenzione che donò immensi benefici all'umanità intera, e rese immortale il nome di Guglielmo Marconi", mutò la denominazione del comune in Sasso Marconi e quella della frazione di Pontecchio in Pontecchio Marconi.
- Con la legge 28 marzo 1938, n. 276 (G.U. N. 84 del 12 aprile 1938), Vittorio Emanuele III di Savoia decretò che "il giorno 25 aprile, anniversario della nascita di Guglielmo Marconi, è dichiarato, a tutti gli effetti, giorno di solennità civile".[40] La legge fu abrogata nel 2008.[41]
- A Marconi è anche intitolato l'aeroporto di Bologna e l'asteroide 1332 Marconia. Nel 2009 è stato inaugurato un museo in sua memoria ad Ancona.[15]
- A Roma porta il nome di Marconi l'Università degli Studi "Guglielmo Marconi" e uno degli istituti (vecchio edificio) del Dipartimento di Fisica dell'Università La Sapienza, presso la città universitaria.
- Nel 1974 Guglielmo Marconi venne raffigurato su una moneta da 100 lire; dal 1990 e fino all'introduzione dell'euro nel 2001, Guglielmo Marconi è stato raffigurato sulla banconota da 2.000 lire.
- Nel 1977 il Ministero degli esteri istituisce la Scuola d'Italia Guglielmo Marconi, con sede a Manhattan, unica scuola bilingue (inglese-italiano) in Nord America.[42][43]
- A Messina, in suo onore, gli è stato intitolato l'Istituto Tecnico Industriale Statale.

## Celebrazioni ufficiali del centenario dell'invenzione della radio

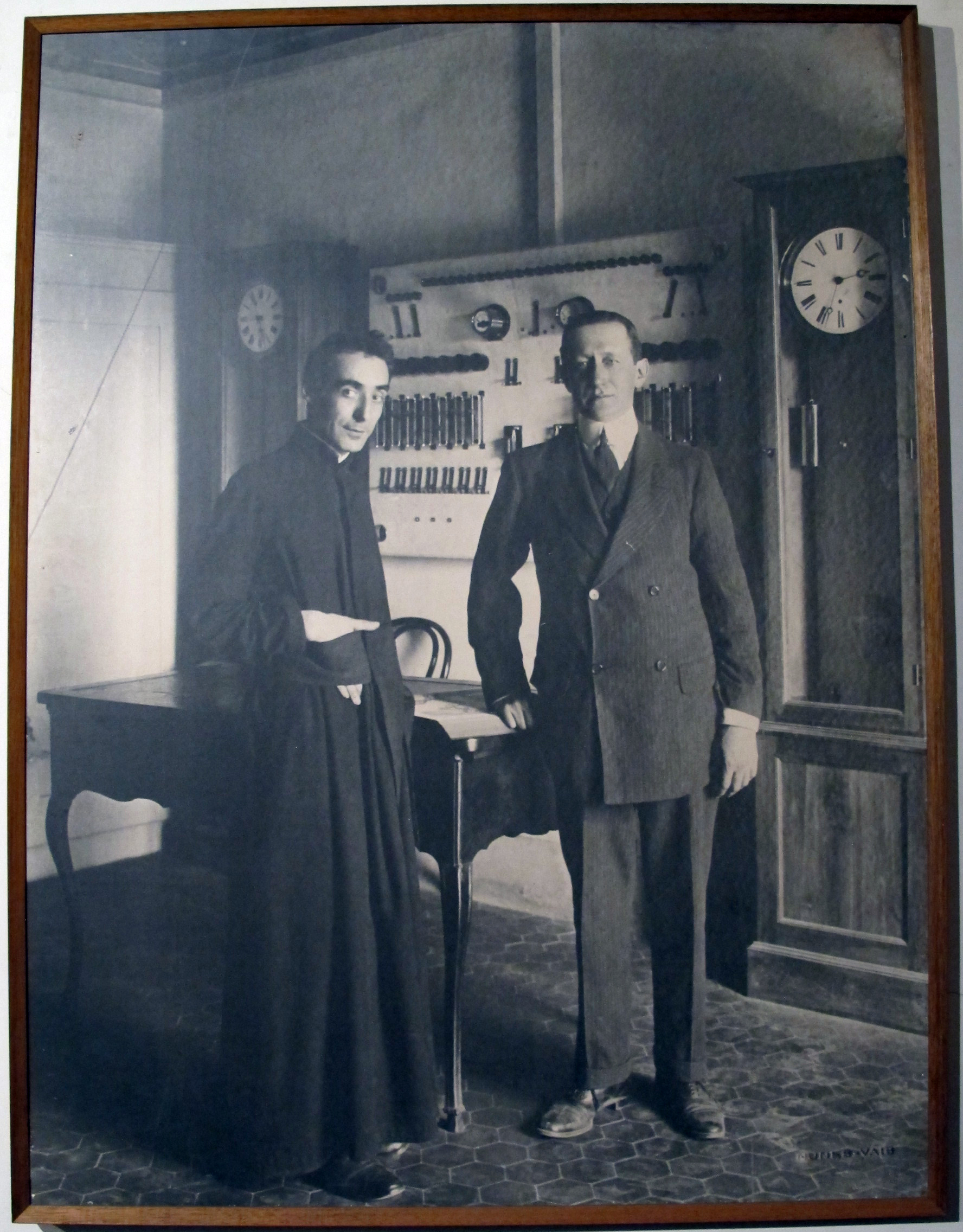
Guglielmo Marconi con padre Guido Alfani all'inaugurazione della stazione radiotelegrafica dell'Osservatorio Ximeniano di Firenze

In Italia, con decreto del Presidente del Consiglio dei ministri del 30 maggio 1991, venne istituito un Comitato primo centenario dell'invenzione della radio. Nelle premesse del decreto si afferma:
Vi è una netta presa di posizione sull'attribuzione a Marconi dell'invenzione della radio.
La legge 14 febbraio 1992, n. 156 Celebrazione del primo centenario dell'invenzione della radio, usa invece una diversa formulazione:
Si sottolinea, pertanto, la necessità di favorire i rapporti di cooperazione internazionale, additata come strumento per superare la disputa che coinvolge gli ambienti scientifici di molte nazioni: la necessità di studiare a livello internazionale l'opera di Guglielmo Marconi viene svincolata dall'attribuire l'invenzione della radio a questo o a quest'altro esperimento. Nell'ambito di questi interventi legislativi si è realizzato, a cura della RAI, un museo affiancato da iniziative minori in varie località.

## Celebrazioni ufficiali dei 150 anni dalla sua nascita
Istituzione del Comitato nazionale per le celebrazioni del 150º anniversario dalla nascita di Guglielmo Marconi. Il sito Marconi150.it è dedicato alle celebrazioni del 150º anniversario della nascita di Guglielmo Marconi, inventore del telegrafo senza fili e pioniere delle telecomunicazioni. Il Comitato Nazionale per il 150º anniversario, istituito dal Ministero della Cultura, organizza eventi in Italia e all'estero dal 2024 al 2026. Il sito presenta iniziative, mostre e attività per valorizzare il contributo di Marconi nella scienza, rivolgendosi a pubblico generale, istituzioni, accademici e appassionati. Inoltre, offre informazioni storiche su Marconi e le sue invenzioni.
La rivendicazione dell'invenzione della radio di Marconi fu sempre contestata da Nikola Tesla. Nel 1943 una sentenza della Corte suprema degli Stati Uniti d'America riconosce a Nikola Tesla la paternità del brevetto della radio.
Molto tempo prima, nel 1911, l'High Court britannica, nella persona del giudice Parker, aveva deliberato in un analogo procedimento la validità dei brevetti di Marconi e, negli anni prima del 1943, molte altre sentenze erano state pronunciate con esiti alterni per le parti in causa. Sulla causa della Corte suprema statunitense vi sono critiche, dovute anche al fatto che all'epoca la Società Marconi aveva una causa legale in atto con l'esercito statunitense e la sentenza della Corte Suprema rese nulle le richieste della Società Marconi sulle presunte violazioni intellettuali dell'esercito. In realtà ciò non è vero del tutto, visto che il governo statunitense pagò la somma di circa 43 000 dollari di allora, oltre agli interessi, alla società di Marconi per un brevetto di Oliver Lodge che la suddetta società aveva comprato da quest'ultimo.
Marconi ha sempre affermato di non essere stato a conoscenza del lavoro di Tesla prima dell'ottenimento del suo primo brevetto. È ben comprensibile che le vicende brevettuali sono altra cosa rispetto alla analisi dei reali contributi scientifici.

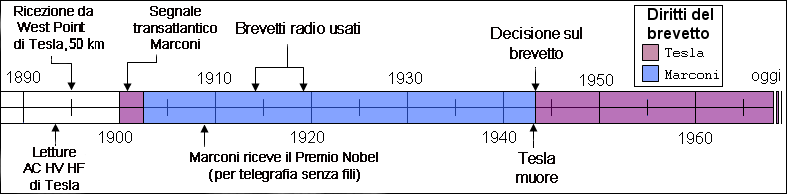
Cronologia e proprietà dei brevetti secondo la giurisdizione statunitense

Nikola Tesla, nel marzo 1900, brevettò (consegnato nel 1897) un sistema di trasmissione di energia elettrica che poteva essere anche usato per trasmissione di segnali radio. Nel 1898 brevettò un radiocomando multicanale che permetteva, su breve distanza, di comandare vascelli e il cui sistema base di controllo era formato da quattro circuiti sintonizzati alla stessa frequenza.

## Documentazione
- L'archivio che era presso la Gec-Marconi è stato donato al Museo della Scienza.[54]
- La Fondazione Guglielmo Marconi sta provvedendo a raccogliere tutta la documentazione digitale ovunque disponibile.[55]

## Influenza culturale
Nel 1974 è stato realizzato un film per la televisione dal titolo Un certo Marconi, per la regia di Sandro Bolchi, soggetto di Diego Fabbri e Benvenuto Garone, trasmesso sul Programma Nazionale il 18 dicembre di quell'anno, dove l'inventore è stato interpretato da Gualtiero De Angelis.
Nel 2024 gli è stata dedicata una miniserie televisiva di tipo biografico, intitolata Marconi - L'uomo che ha connesso il mondo, diretta da Lucio Pellegrini e andata in onda su Rai 1 in due parti il 20 e il 21 maggio dello stesso anno, dove l'inventore e imprenditore italiano è stato impersonato da Stefano Accorsi come uomo maturo e da Nicolas Maupas da giovane.